# 第7回オースティン映画批評家協会賞
7th AFCA Awards

作品賞: 

 ヒューゴの不思議な発明 
第7回オースティン映画批評家協会賞は、オースティン映画批評家協会が2011年の映画に贈る賞である。2011年12月28日に受賞結果が発表された。

## トップ10作品
1. 『ヒューゴの不思議な発明』
2. 『ドライヴ』
3. 『テイク・シェルター』
4. 『ミッドナイト・イン・パリ』
5. 『アタック・ザ・ブロック』
6. 『アーティスト』
7. 『マーサ、あるいはマーシー・メイ』
8. 『悪魔を見た』
9. 『十三人の刺客』
10. 『メランコリア』

## 受賞
- 主演男優賞:
  - マイケル・シャノン - 『テイク・シェルター』
- 主演女優賞:
  - ティルダ・スウィントン - 『少年は残酷な弓を射る』
- アニメ映画賞:
  - 『ランゴ』
- 撮影賞:
  - エマニュエル・ルベツキ - 『ツリー・オブ・ライフ』
- 監督賞:
  - ニコラス・ウィンディング・レフン - 『ドライヴ』
- ドキュメンタリー映画賞:
  - 『アイルトン・セナ 〜音速の彼方へ』
- 作品賞:
  - 『ヒューゴの不思議な発明』
- 第一回作品賞:
  - 『アタック・ザ・ブロック』 - ジョー・コーニッシュ
- 外国語映画賞:
  - 『悪魔を見た』  韓国
- 作曲賞:
  - 『アタック・ザ・ブロック』 - スティーヴン・プライス
- 助演男優賞:
  - アルバート・ブルックス - 『ドライヴ』
- 助演女優賞:
  - ジェシカ・チャステイン - 『テイク・シェルター』
- 脚色賞:
  - ホセイン・アミニ - 『ドライヴ』
- オリジナル脚本賞:
  - ウディ・アレン - 『ミッドナイト・イン・パリ』
- ブレイクスルー・アーティスト賞:
  - ジェシカ・チャステイン - 『テイク・シェルター』、『ツリー・オブ・ライフ』、『英雄の証明』、『ヘルプ 〜心がつなぐストーリー〜』、『キリング・フィールズ 失踪地帯』、『ペイド・バック』
- オースティン映画賞:
  - 『テイク・シェルター』